# Сересо-де-Абахо
Сересо-де-Абахо (ісп. Cerezo de Abajo) — муніципалітет в Іспанії, у складі автономної спільноти Кастилія-і-Леон, у провінції Сеговія. Населення — 166 осіб (2010).
Муніципалітет розташований на відстані близько 90 км на північ від Мадрида, 55 км на північний схід від Сеговії.
На території муніципалітету розташовані такі населені пункти: (дані про населення за 2010 рік)
- Сересо-де-Абахо: 152 особи
- Мансілья: 14 осіб

## Демографія
Динаміка населення (INE ):